# Gothic II
Gothic II — компьютерная игра, вторая приключенческая CRPG из серии Gothic. Выпуск состоялся 29 ноября 2002 года. Позднее, 22 августа 2003 года вышло официальное дополнение Gothic II: Ночь Ворона, привнёсшее графические изменения, новые задания и фракции, большую свободу действия для игрока.

## Сюжет
Действие «Готики 2» начинается через тринадцать дней после событий оригинальной Gothic.
Основное сюжетное действие разворачивается на острове Хоринис (нем. Khorinis), расположенном в море недалеко от королевства Миртана (нем. Myrtana). Главное поселение острова — одноимённый портовый город, которым временно руководит глава паладинов — лорд Хаген (нем. Lord Hagen).
Остров Хоринис известен, прежде всего, своей Рудниковой Долиной — Миненталь (нем. Minental) (в которой разворачивались все действия первой части игры). На протяжении многих лет над всей долиной простирался самоподдерживающийся магический барьер, и всех заключённых королевства отправляли туда. Так долина стала безвозвратной колонией для многих приговорённых.
Кроме того, на острове есть несколько небольших крестьянских усадеб, которые обрабатывают почву для выращивания злаков и овощей, а также разводят домашний скот. На протяжении многих лет самый большой двор принадлежит помещику Онару, который сдаёт в аренду другим крестьянам близлежащие земли.
В центре острова расположен старый монастырь служителей Инноса (нем. Innos), которым управляют Маги Огня. Там они проводят магические и алхимические исследования и изготавливают вино.

### Глава I. Угроза
Спящий повержен, магический барьер разрушен. Главный Герой провел несколько дней под обломками храма и выжил благодаря силе магических доспехов. Некромант Ксардас спас Героя и перенёс в свою новую башню рядом с городом Хоринис. Из разговора с ним главный Герой узнаёт, что Спящий своим предсмертным криком разбудил армии тьмы из царства Белиара, которых возглавили драконы. Для победы над ними нужно добыть древний амулет — Глаз Инноса, который находится у паладинов, прибывших в Хоринис с важной миссией. Ксардас приказывает Герою отправиться в город и поговорить с предводителем паладинов — лордом Хагеном.
В первой главе не происходит существенных событий, влияющих на сюжет игры. Герой восстанавливает утраченные силы, встречается с персонажами из предыдущей части и исследует земли Хориниса. Как и в первой Gothic, здесь есть свои фракции: наёмники — ферма Онара, ополчение — город Хоринис и Маги Огня — монастырь Инноса. Главным поворотным событием первой главы является присоединение к одной из фракций и получение доступа в верхний квартал Хориниса. Только после этого станет возможно поговорить с лордом Хагеном и перейти в следующую главу.
Одна из самых больших сложностей — это потеря всех навыков и умений, которые приобрёл герой во время своих предыдущих странствий.

### Глава II. Возвращение в колонию
Герой добивается аудиенции лорда Хагена, но паладин не отдаёт древнюю реликвию ордена. В предсказание о драконах он не верит, но прислушивается, когда речь заходит об армии орков. Хаген даёт Безымянному задание — вернуться в Долину Рудников и принести доказательства существования армии Зла. Ситуация осложняется тем, что туда уже был отправлен отряд паладинов и ополченцев под предводительством капитана Гаронда, однако от него до сих пор не было никаких известий.
Через проход Герой попадает в Долину Рудников и видит, что колония разрушена, Новый Лагерь занесён снегом, орки возвели стену на востоке, а в центре долины появилось болото. Спускаясь с гор, Герой встречает разведчика паладинов, который рассказывает ему, что паладины заняли оборону в замке Старого Лагеря, который теперь осаждён армией орков.
После того как Герой попадает в замок и обменивается сведениями с капитаном Гарондом, последний просит Героя оказать помощь в розыске экспедиций, отправленных на поиски магической руды незадолго до осады.

### Глава III. Глаз Инноса
Выполнив распоряжение Гаронда и получив от него бумагу с просьбой о подкреплении, Герой возвращается в Хоринис. Паладины, охранявшие проход, лежат мёртвые, а над трупами стоит Ищущий — маг в чёрной рясе и с деревянной маской на лице. Он сообщает Герою, что послан своим Господином с важной миссией, а затем нападает на Героя. Убив мага, Герой направляется в Хоринис отнести письмо лорду Хагену и получить Глаз Инноса.
Получив дозволение носить амулет, Герой отправляется в монастырь Магов Огня, где хранится Глаз. Уже в монастыре выясняется, что амулет был украден одним из послушников. Герой идёт по следу из убитых преследователей предателя. На севере он находит разбитый на части амулет — Ищущие успели провести над ним ритуал, лишив Глаз Инноса магической силы. Для восстановления артефакта нужны силы трёх магов, представляющих своих Богов. Герой просит Пирокара исполнить волю Инноса, Ватраса - волю Аданоса, Ксардаса - волю Белиара.

### Глава IV. Охота на драконов
Артефакт восстановлен. Одновременно с этим началась охота на драконов. На  ферме Онара жители Хориниса собираются в отряды для сражения с войском орков, ведомым драконами.
Вернувшись в Миненталь, Герой замечает, что армия оккупантов выросла во много раз. Помимо орков и варгов, легионы Тьмы пополнились множеством элитных мечников-орков, а напротив замка появилась ставка шаманов-орков. Заповедные области Миненталя стали охранять отряды людей-ящеров — личная стража четырёх драконов, поселившихся в Долине Рудников. Получив несколько заданий от капитана Гаронда и его помощников, Главный Герой отправляется на поиски драконов.

### Глава V. Отплытие
Герой возвращается в Хоринис. Все драконы мертвы, но армию орков остановить не удалось. Самый сильный из них, Ледяной дракон, перед смертью проговорил: «Повелитель всех драконов находится в Чертогах Ирдората». Перед Героем возникает несколько первостепенных задач: найти карту острова Ирдорат, найти команду авантюристов и угнать корабль, на котором приплыли паладины.

### Глава VI. Чертоги Ирдората
Герой с командой старых друзей приплывает на корабле к острову, который представляет собой лабиринт пещер, населённый чудовищами. В недрах пещер Герой попадает в потаённую крипту с дверью. Преодолев механизм «четырёх печатей» и открыв дверь, Герой попадает в Чертоги Ирдората — зал, охраняемый десятками Ищущих и их предводителем — Чёрным магом. Убив мага, Герой встречается с помазанником Белиара, порождением мрака — Драконом-Нежитью. После его убийства внезапно появляется Ксардас и забирает силу Дракона-Нежити себе. После сражения Главный Герой возвращается на корабль и отплывает в Миртану. Во время плавания к герою является Ксардас и говорит, что Белиар выбрал его. На вопрос Героя: «Так ты теперь служишь богу Тьмы?» - Ксардас отвечает, что служит ему не больше, чем Герой служит Инносу. В завершение беседы Ксардас говорит Безымянному, что они ещё встретятся.

## Персонажи
Возможных вариантов развития персонажа в игре три:
ПаладиныОсновное место дислокации паладинов — город Хоринис. Лорд Хаген (англ. Lord Hagen) — Главный Паладин Ордена.
Маги ОгняОсновное место дислокации магов — монастырь Инноса. Пирокар (англ. Pyrokar) — Верховный Маг Круга Огня.
НаемникиОсновное место дислокации наёмников — ферма Онара. Капитан наёмников — Ли.
Персонаж способен развивать навыки по владению оружием ближнего боя (одноручное, двуручное) или стрелковым (лук, арбалет). Прохождение с дальним оружием предполагает собой другой путь развития (улучшение других навыков, приготовление других зелий, выполнение других квестов). Паладинам на выбор будут доступны или руны разрушения или руны восстановления. Выбор фракции в значительной мере влияет на прохождение, в зависимости от этого открываются и закрываются некоторые квесты, изменяются учителя и отношение NPC к игроку. Например, повышение маны наёмником стоит больше очков обучения, чем магом.

## Нововведения
- Добавлена новая гильдия — Орден Паладинов.
- Фэнтезийный мир размером более 25-ти квадратных километров.
- Появились новые монстры.
- Появились статуи Инноса, имеющие функциональное значение.
- Изменилась система прокачки владения оружием.

## Разработчики
- Horst Dworczak — главный художник.
- Mattias Filler — сценарий, скриптинг.
- Stefan Kalveram — сценарий, скриптинг.
- Björn Pankratz — дизайнер.
- Mike Hoge — дизайнер.
- Sascha Henrichs — 3D/2D художник.
- Kai Rosenkranz — музыка, эффекты.
- Carsten Edenfeld - ведущий программист
- Nico Bendlin — программист.

## Отзывы
| Сводный рейтинг | Сводный рейтинг |
| Агрегатор       | Оценка          |
| --------------- | --------------- |
| GameRankings    | 79,04 %         |

Игра заняла второе место в номинации «Лучшая RPG» (2003) журнала «Игромания».